# 富山県五福公園陸上競技場
富山県五福公園陸上競技場（とやまけんごふくこうえんりくじょうきょうぎじょう）は、富山県富山市五福にある富山県五福公園内にある陸上競技場。球技場としても使用される。施設は富山県が所有し、公益財団法人富山県民福祉公園が指定管理者として運営管理を行っている。

## 歴史
1954年5月、スタンドなどの一部を残し完成。約15,000坪の土地に1,000万円の工費をかけて建設された。その後、1958年の第13回国民体育大会開催に合わせて、前年の1957年7月にメインスタンドと本館が整備され、第一種公認競技場となった。完成は1957年8月2日。1958年10月1日には、鉄筋コンクリート造高さ地上7m、皿の直径2.1mの聖火台が完成した。
1983年4月1日には、全天候型トラック改修工事が完成している。
1993年、市郊外に富山県総合運動公園陸上競技場が完成してからは、各種大会のメイン会場は同競技場に移ったが、市内中心部、富山大学に隣接する立地であり、現在も使用されている。
2007年まで北陸電力サッカー部アローズ北陸とYKK APサッカー部が公式戦を開催していた。2008年に上述2クラブが合併して創設されたカターレ富山もホームゲームを開催したことがある。

## 施設概要
- 日本陸上競技連盟第2種公認
- トラック：全天候型 400m×8レーン
- フィールド：芝生張り
- 照明設備：なし
- 収容人員：約20,000人（メインスタンド：座席、その他：芝生席）

## 公園内その他の施設
- 県営富山野球場
- 五福スポーツ広場（補助トラックあり）
- アオイスポーツハウス　ほか

## 交通
- 富山地方鉄道富山軌道線・富山大学前停留場下車徒歩5分